# Surahammar (comune)
Surahammar è un comune svedese di 10 082 abitanti (2020), situato nella contea di Västmanland. Il suo capoluogo è la cittadina omonima.

## Località
Nel territorio comunale sono comprese le seguenti aree urbane (tätort):
- Ramnäs
- Surahammar
- Virsbo